# Grégoire Pierre XX Ghabroyan
Grégoire Ghabroyan (Krikor Ghabroyan), né le 15 novembre 1934 à Alep (aujourd’hui en Syrie) pendant le mandat français en Syrie et au Liban et mort le 25 mai 2021, est un prélat de l'Église catholique arménienne, évêque émérite de l'éparchie Sainte-Croix-de-Paris des Arméniens. Il est, du 25 juillet 2015 à sa mort, le patriarche de Cilicie des Arméniens sous le nom de Krikor Bedros XX (Grégoire Pierre XX).

## Biographie

### Études
Il fréquente successivement le petit séminaire de l'Institut du clergé patriarcal de Bzommar, le collège de Jounieh, au Liban, dirigé par les frères maristes, le collège léonien arménien de Rome, puis l'Université pontificale grégorienne de Rome.

### Prêtre
Il est ordonné prêtre le 28 mars 1959 pour l'Institut du clergé patriarcal de Bzommar.

### Évêque
Nommé exarque apostolique pour les catholiques orientaux de rite arménien résidant en France le 3 janvier 1977 avec le titre d'évêque in partibus d'Amida degli Armeni, il est consacré le 13 février suivant.
Le 30 juin 1986, l'exarchat apostolique est élevé au rang d'éparchie sous le nom de Sainte-Croix de Paris des Arméniens catholiques de France et Ghabroyan en est nommé premier évêque.
Il se retire le 2 février 2013 à l'âge de 78 ans.
Réuni à partir du 14 juillet 2015, le synode des évêques arméniens-catholiques l'élit le 24 juillet comme nouveau patriarche de Cilicie des Arméniens en remplacement du patriarche Nersès Bédros XIX Tarmouni décédé le 25 juin précédent. Le pape François lui écrit le lendemain pour lui accorder la communion ecclésiastique à la suite de son élection. La cérémonie d'intronisation a lieu le 9 août 2015 sur l'esplanade du couvent de Bzommar en présence des évêques arméniens, de nombreux fidèles et de représentants politiques, religieux et civils.